# 도담역
도담역(Dodam station, 嶋潭驛)은 충청북도 단양군 매포읍 우덕리에 위치한 중앙선의 철도역이다.
무궁화호 등 여객 열차가 정차를 했던 역이지만, 2008년 12월 1일부터 여객 취급이 중지되었다. 주 업무는 시멘트 수송으로, 역 북쪽에는 한일시멘트, 역 남쪽으로는 성신양회의 대규모 공장이 있어 이들이 주 고객이다.
역 인근에서 단양군 군내버스를 이용할 수 있다. 한국철도공사 충북지사의 관리역으로, 인근의 역들을 관리한다. 2011년 3월 31일 제천역과 이 역 사이가 복선전철화되었다.

## 역사
- 1942년 4월 1일: 영업 개시[1]
- 1961년 10월 30일: 구 역사 준공
- 1984년 12월 30일: 역사 준공
- 1992년 6월 10일: 수소화물취급 중지[2]
- 2006년: 현 역사 준공
- 2008년 12월 1일: 여객 영업 중지 및 철도승차권 단말기 철거
- 2011년 3월 31일: 제천역 ~ 도담역 복선전철화 완료
- 2022년 6월 30일: 도담역 ~ 영주역 복선전철화 완료